# Моисеев, Борис Михайлович
Бори́с Миха́йлович Моисе́ев (4 марта 1954, Могилёв — 27 сентября 2022, Москва) — советский и российский артист, танцовщик, хореограф, эстрадный певец, киноактёр. Заслуженный артист Российской Федерации (2006). Многократный лауреат российских музыкальных премий «Овация» и «Золотой граммофон». Один из первых певцов-геев в России, совершивших каминг-аут.

## Биография
Родился 4 марта 1954 года в Могилёве, в женской исправительной колонии, рос без отца, мать, Геня Борисовна Моисеева (Мойсес) (1915—1990), была политзаключённой. Памяти матери после её смерти Борис Моисеев посвятил песню «Глухонемая любовь», так как она была убита глухонемым, который ошибся дверью. Окончив школу, уехал в Минск, где поступил в Минское хореографическое училище. Учился у балерины Нины Млодзинской. Окончил училище как классический танцовщик.
Работал на Украине в Харьковском театре оперы и балета, начав с должности артиста и закончив хореографом-постановщиком.
В 1975 году уехал в Каунас, где танцевал в музыкальном театре. Позже стал главным балетмейстером литовского оркестра «Тримитас».
В 1978 году создал танцевальное трио «Экспрессия», в котором он танцевал с двумя девушками (Лариса «Лари» Николаевна Хитана (в браке Романова) и Людмила Чеснулявичюте). Трио выступало в знаменитом в те годы юрмальском варьете «Юрас перле» («Морская жемчужина»), художественным руководителем которого был Марк Гурман. Там танцоров заметила Алла Пугачёва и пригласила работать в своём шоу.

### 1980-е — 1990-е годы

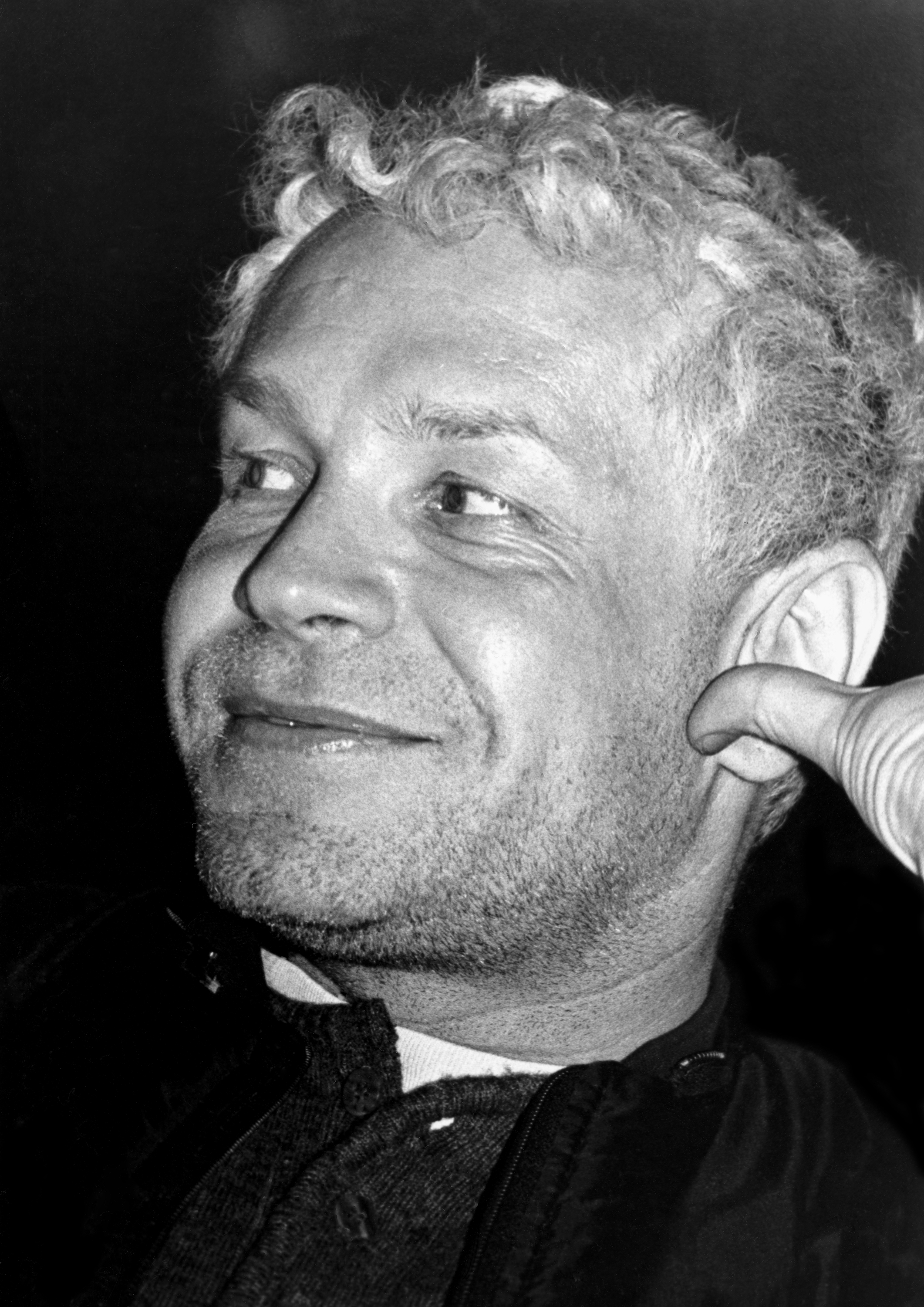
Моисеев в 1995 году

В 1985-1987 годах Моисеев отслужил электриком в мотострелковых войсках в Свердловске. В 1987 году трио вышло из труппы Пугачёвой и начало сольную карьеру. В 1988—1989 годах «Экспрессия» выступала в клубах Италии, Франции и Америки. Трио долгое время работало в телешоу «Рафаэлла Карра представляет» на итальянском телеканале «Rai Due». Через несколько лет Борис Моисеев стал работать в качестве хореографа и режиссёра-постановщика муниципального театра города Новый Орлеан. В 1991 году коллектив вернулся в Россию, и на телевидении вышел документальный фильм «Экспрессия» о творчестве Бориса Моисеева и его трио.
В 1992 году вышел первый спектакль, в котором трио «Экспрессия» стало масштабным шоу-проектом «Борис Моисеев и его леди». В 1993 году вышел спектакль «Боря М + Бони М» с участием группы «Boney M.». В этом же году вышел спектакль «Шоу продолжается — памяти Фредди Меркьюри».
В 1997 году Моисеев выпустил спектакль «Королевство любви», в 1999 году — шоу «25 лет на сцене, или Просто Щелкунчик».

### 2000-е годы
В 2000 году вышел спектакль «Не отрекаюсь». В 2001 году артист сотрудничал с испанским и французским певцом Нильдой Фернандесом и записал несколько песен в дуэте с ним. В 2002 году вышла шоу-программа «Чужой».
В 2004 году вышла юбилейная программа «Империя чувств», посвящённая 50-летию артиста. С 2004 по 2005 год являлся ведущим телепрограммы «Бардачок» на телеканале «Муз-ТВ». В 2005 году Моисеев снялся в фантастическом фильме «Дневной Дозор (фильм)» в эпизодической роли. В этом же году спел дуэтом несколько песен с Людмилой Гурченко. В 2005 году Моисеев представил совместное с Гурченко шоу «В этой осени никто не виноват».
В июне 2006 года Борис Моисеев выступил в нью-йоркском концертном зале «Миллениум» с программой «Лето».
В марте 2007 года Борис Моисеев представил премьеру шоу «Леди и Джентльмены» в Государственном Кремлёвском дворце. В этом же году вышла автобиография Моисеева под названием «Птичка: живой звук». В марте 2008 года на украинском телеканале «Интер» начались съёмки ток-шоу «Модный приговор» (укр. «Модний вирок»), в котором Борис Моисеев участвовал в роли судьи. В 2008 году в дуэте с Еленой Воробей участвовал в конкурсной программе «Две звезды» (второй сезон).
В феврале 2009 года Борис Моисеев представил юбилейное шоу «Десерт» посвящённое своему 55-летию в Государственном Кремлёвском дворце.

### 2010-е годы
В феврале 2010 года Борис Моисеев создал новое шоу «ZERO», премьера которого состоялась 6 марта в Санкт-Петербурге в БКЗ «Октябрьский». В том же году певец ушёл от продюсера Евгения Фридлянда, с которым проработал более десяти лет.
В 2010 году Борис Моисеев перенёс инсульт.
17 апреля 2011 года он появился на концерте у Кристины Орбакайте, а уже 22 июля пел на юрмальской «Новой волне». Вместе с тем, до конца он не реабилитировался: у него работали не все мышцы лица и была затруднена речь. В 2011 году Моисеев продал дом в Барвихе и стал жить в московской квартире.
Весной 2015 года прекратил активную концертную деятельность из-за ухудшения состояния здоровья (в частности, певец перенёс микроинсульт). До декабря 2016 года выступал на закрытых корпоративах и в телешоу.
За период с 2015 по 2019 год выпустил несколько песен («Вишни», дуэт с Алишером «Роттердам» и другие).

### Смерть и похороны
27 сентября 2022 года Борис Моисеев скончался в 02:00 ночи по московскому времени в возрасте 68 лет в Москве у себя дома, об этом сообщил его арт-директор Сергей Горох. Причиной смерти стал третий инсульт.
Церемония прощания прошла 2 октября 2022 года в открытом режиме в траурном зале Троекуровского кладбища. Похоронили певца там же, на Троекуровском кладбище Москвы.
27 сентября 2023 года в годовщину смерти на могиле певца был открыт памятник.

## Общественная позиция
В 2003 году, рассуждая о «моде» на гомосексуальность, которая имела место в массовой поп-культуре, артист заявил, что это ему «не нравится». Борис Моисеев пояснил, что «когда люди красят губы и переодеваются в женское бельё, это по́шло и противно. На сцене актёр и художник может воплощать свои образы, но зачем же всё мешать в одну кучу. Надо уметь отделять мух от котлет». В то же время утверждал: «Я не пропагандист гей-культуры. Я просто играл в гей-культуру в прошлых спектаклях».
Критически отзывался об идее проведения гей-парадов в России и возможности заключения однополых браков, но приветствовал право гей-пар на усыновление детей. Выступал против принятия законов о запрете так называемой «пропаганды гомосексуализма».
В 2003 году Борис Моисеев вступил в партию «Единая Россия». Основной причиной, по словам артиста, была потребность иметь защиту, прикрытие. При этом он отметил, что Россия может обойтись без демократии и лично его устраивает однопартийная система. Высказывался в поддержку Владимира Путина и Дмитрия Медведева, входил в «рейтинг подхалимов» журнала «Коммерсант-Власть».

## Мнения

### Критика
Среди геев встречается резко отрицательное отношение к имиджу гомосексуалов, который создавал Моисеев, — так, Дмитрий Кузьмин заявил в интервью: «Сегодня российское общество в качестве едва ли не единственного публичного образца предлагает юному гею престарелого клоуна Бориса Моисеева, которого если и любят, то за большие деньги, а успех его такого рода, что никому не пожелаешь».
Творчество артиста вызывает крайнее недовольство ортодоксально настроенных верующих и расценивается ими как оскорбление религиозных чувств и «пропаганда гомосексуализма», несмотря на заявления Моисеева о том, что он уважает все вероисповедания и что в его душе есть «и иудейская вера, и католическая, и православная, и мусульманская». «Я никогда в жизни не позволю себе оскорбить человека, каждый человек для меня и есть Бог», — утверждает артист. Протесты и пикеты верующих против концертов Моисеева приняли регулярный и организованный характер, начиная с 2002 года. С тех пор акции протеста прошли более чем в 40 городах России. Несмотря на это, концерты артиста проходят при аншлагах, а основными поклонниками творчества Моисеева являются женщины среднего и пожилого возраста. В конце ноября 2005 года в знак протеста против концерта артиста в Екатеринбурге иеромонах Флавиан провёл лежачую забастовку около входа в киноконцертный зал «Космос», где состоялся концерт. На замечание корреспондента, что тема гомосексуальности в творчестве Моисеева давно не прослеживается, иеромонах ответил: «Он устраивает развратные шоу, он заявляет о том, что у него куча любовников-мужчин, он оголяет на сцене своё заднее место! Мы вообще против развратных артистов!» Комментируя эту акцию, отец Владимир Зайцев выразил убеждение в том, что существует заговор «Моисеева и компании», которые «захватили Россию».
По поводу концертов артиста во Владивостоке 25—26 марта 2006 года Владивостокская епархия РПЦ выпустила официальное заявление, гласившее: "Шоу гомосексуалиста Бориса Моисеева, пропагандирующее разврат и содомию, воспринимается нами как вызов общественной нравственности. Борис Моисеев занимается не столько искусством, сколько пропагандой греховного образа жизни, однозначно осуждённого Богом на примере истории городов Содома и Гоморры. Пикет верующих во Владивостоке прошёл под лозунгами «Содомистов на кол» и «Боря, тебе не место у нашего моря». 9 ноября 2006 года в Одессе прошёл митинг протеста против концертов артиста, организованный Союзом православных граждан Украины (СПГУ). Во время митинга его участники держали плакат с надписью «А если завтра таким станет твой сын?». Председатель СПГУ Валерий Кауров назвал Бориса Моисеева одним из «главных проповедников содомии и вседозволенности». Также Кауров заявил: «в последние времена мы становимся свидетелями того, как агрессивные меньшинства, представляющие лиц нетрадиционной сексуальной ориентации, своими публичными действиями стараются навязать всему обществу свой извращённый стандарт, переделать его по своему образу и подобию».
В апреле 2008 руководитель Духовного управления мусульман Карелии Висам Бардвил потребовал отменить концерт Моисеева в Петрозаводске. В ответ Моисеев потребовал защиты у своих однопартийцев из «Единой России». Большое количество концертов было отменено по требованию верующих.

### Положительные
Организаторы концертов артиста в Екатеринбурге в 2002 году заявили, что он «достойный человек и хороший шоумен», а также что «на его концертах можно увидеть настоящее красивое шоу, в котором нет ничего непристойного».
Представитель тюменского продюсерского центра «Экспофорт» Валерий Фадеев, комментируя концерт артиста в Тюмени в 2004 году, заявил: «Мы не боимся никаких акций протеста, потому что знаем — на концерте это никак не отразится. В прошлом году на Моисееве был аншлаг и люди, пришедшие на его выступление, даже не обращали внимания на пикетчиков». Также Валерий Фадеев подчеркнул, что «программа Моисеева предварительно отсмотрена, в ней нет ничего вульгарного. Никто не имеет право отменять его концерты только из-за сценического образа. Имидж „секси“ сейчас у всего искусства. Просто кто-то играет в открытую, а кто-то прячется».
Михаил Сергеев, директор продюсерского центра, организовывавшего выступление певца в Новосибирске в 2006 году заявляет:

«На самом деле, никакой пропаганды гомосексуализма на концертах Моисеева нет. Да и ходят туда не геи, как думают протестующие. Я вас уверяю, его зрители — это стопроцентные гетеросексуалы. Большую часть билетов приобретают семейные, уже немолодые пары».

Российский историк Л. С. Клейн, рассуждая о пропаганде ЛГБТ в обществе и на телевидении, утверждает:

«…сторонники запретов явно переоценивают заразительность гомосексуальности. Любая сексуальная ориентация не заразительна. <…> На пляски и песни Бориса Моисеева валом валит как раз гетеросексуальная публика (при этом никто не жаждет к нему присоединиться), а многим гомосексуалам он кажется отвратительным: они же тянутся к ярко выраженным мужским качествам. Вот и скажите: кого это может заразить?».

## Награды и звания
Государственные награды:
- Заслуженный артист Российской Федерации (26 июля 2006)[1]

Российская национальная музыкальная премия Овация:
- 1993 — Лучшее шоу года: «Шоу продолжается — памяти Фредди Меркьюри»
- 1994 — Шоу-зрелище на площадках страны: Борис Моисеев и его леди
- 1997 — Танцевальный коллектив: Борис Моисеев и «Трио Экспрессия»

Российская музыкальная премия Золотой граммофон:
- 1998 — Голубая луна (дуэт с Н. Трубачом)
- 1999 — Щелкунчик (дуэт с Н. Трубачом)
- 2003 — Когда забудешь ты меня (дуэт с Н. Фернандесом)
- 2004 — Петербург-Ленинград (дуэт с Л. Гурченко)
- 2010 — Звёздочка (новая версия)

## Дискография
CD
- 1996 — Дитя порока
- 1998 — Праздник! Праздник!
- 1999 — Просто Щелкунчик
- 2000 — По секрету…
- 2000 — Лебедь
- 2001 — Потанцуем?! (Мега-Хиты-Ремиксы)
- 2002 — Чужой
- 2004 — Любимый человек
- 2006 — Ангел
- 2007 — Птичка. Живой звук
- 2012 — Пастор. Лучший из мужчин (переиздан в 2022 году под названием «Я не могу тебя терять»)
- 2023 — Vogue21. Начни с себя

DVD
- 2005 — Борис Моисеев. Просто щелкунчик
- 2005 — Борис Моисеев и его леди: 5 лет спустя
- 2005 — Борис Моисеев. Шоу продолжается
- 2005 — Борис Моисеев. Лебедь
- 2005 — Борис Моисеев. Королевство любви
- 2005 — Навеки Ваш… Борис Моисеев
- 2009 — Леди и Джентльмены
- 2009 — Десерт

## Песни на стихи Бориса Моисеева
Композитор всех песен Ким Брейтбург.
- Запретный плод
- Звёздочка
- Изменник

## Фильмография
- 1974 — Ясь и Янина — солист танцевального коллектива (эпизод на стройке)
- 1985 — Пришла и говорю — танцор (трио «Экспрессия»)
- 1985 — Сезон чудес — танцор
- 1993 — Месть шута — Риголетто
- 2001 — Удар Лотоса — в роли самого себя
- 2003 — Безумный день или женитьба Фигаро — садовник Антонио
- 2005 — Ночь в стиле Disco — камео
- 2005 — Али-Баба и сорок разбойников — цыганка-гадалка
- 2005 — Убить Бэллу — в роли самого себя
- 2006 — Дневной дозор — гость на дне рождения
- 2006 — Счастливы вместе — камео
- 2006 — Провинциальные страсти — Аристарх Нелюбов, олигарх
- 2007 — Самый лучший фильм — майор милиции
- 2007 — Очень новогоднее кино, или Ночь в музее — Король
- 2008 — Золотая рыбка — Золушок
- 2009 — Золотой ключик — заезжий музыкант
- 2018 — Пришелец — Роман Альбертович Рендольф, президент телекорпорации

## Музыкальные видео
- 1992 — Весна на радость не похожа
- 1994 — Эгоист
- 1994 — Дитя порока
- 1994 — Одинокая ночь
- 1995 — Танго кокаин
- 1995 — Танго кокаин (вторая версия)
- 1996 — Ангел хранитель
- 1997 — Глухонемая любовь
- 1998 — Голубая луна (дуэт с Николаем Трубачом)
- 1998 — Королевство любви
- 1999 — Звёздочка
- 1999 — Научи меня любить
- 1999 — Щелкунчик (дуэт с Николаем Трубачом)
- 2000 — Две свечи (дуэт с Аллой Пугачёвой)
- 2000 — Маленький
- 2000 — Аты баты
- 2000 — Кукольная любовь
- 2000 — Чёрный лебедь
- 2001 — Ихтиандр
- 2001 — День и ночь (дуэт с Нильдой Фернандесом)
- 2001 — День и ночь (remix) (дуэт с Нильдой Фернандесом)
- 2001 — Сексуальная революция (дуэт с группой «Стрелки»)
- 2002 — Когда забудешь ты меня (дуэт с Нильдой Фернандесом)
- 2002 — Грешный миг (дуэт с Алёной Апиной)
- 2003 — Татуировка
- 2004 — Петербург — Ленинград (дуэт с Людмилой Гурченко)
- 2005 — Ненавижу (дуэт с Людмилой Гурченко)
- 2008 — Прибалтийский роман (дуэт с Лаймой Вайкуле)
- 2008 — Приходит ночь
- 2009 — Две тени (дуэт с Анжеликой Агурбаш)
- 2009 — Королева зима
- 2010 — Бешеное сердце
- 2010 — Я не могу тебя терять
- 2012 — Дай мне повод остаться (дуэт с Кристиной Збигневской)
- 2014 — Я бальник (дуэт со Стасом Костюшкиным)
- 2014 — Не важно (дуэт с Ириной Билык)